# 拉津斯科耶农村居民点
拉津斯科耶农村居民点（俄语：Сельское поселение Разинское）是俄罗斯联邦沃洛格达州哈罗夫斯克区所属的一个农村居民点。其下辖有62个居民点，行政中心为戈拉。据2015年统计，该农村居民点的人口为758人。